# Armaiolo
Armaiolo o armaiuolo è genericamente colui che vende, fabbrica, ripara le armi di ogni sorta e le armature. 
L'arte dell'armaiolo è antichissima. Nei tempi antichi, poiché l'arma era tutta fabbricata a mano, aveva fama il nome e la persona dell'armaiolo; in tempi recenti, con il concorso delle macchine, salirono di fama i nomi delle città ove erano site le migliori fabbriche: così, in Italia le fabbriche di Cremona, di Brescia, di Bergamo, di Milano (Missaglia e Negroli sopra tutti), di Venezia, di Napoli (Torre Annunziata; Armstrong), di Serravalle, di Scarperia e di Terni; in Spagna quelle di Toledo e nella Siria quelle di Damasco. Seguono le più reputate di Sheffield e di Birmingham in Inghilterra, di Saint-Étienne e di Klugenthal in Francia, di Essen (Krupp) in Germania.
Nell'organica militare di alcuni Stati l'armaiolo è il sottufficiale che presso i corpi (esclusi i reggimenti di artiglieria) è preposto alla conservazione ed alla riparazione delle armi portatili. Dipende per il suo speciale servizio, dall'ufficiale d'armamento. 
Nel 1912, gli armaioli erano stati soppressi ed erano stati istituiti, in loro vece, con analoghe mansioni i sottufficiali d'armamento. Nel 1914 la carica di sottufficiale capo armaiolo venne ripristinata.